# Carmen (film fra 1918)
 For alternative betydninger, se Carmen. (Se også artikler, som begynder med Carmen)
Carmen er en tysk stumfilm fra 1918 af Ernst Lubitsch.

## Medvirkende
- Harry Liedtke som José Navarro
- Sophie Pagay
- Grete Diercks som Dolores
- Pola Negri som Carmen
- Paul Biensfeldt som Garcia